# 山口美沙
山口 美沙（やまぐち みさ、1984年9月27日 - ）は、日本の女性タレント・YouTuber。本名、藤原 美沙（ふじわら みさ）。兄がいる。
東京都出身。明治学院大学社会学部卒業。夫はライセンスの藤原一裕で、YouTubeチャンネル『フジワランド』『嫁ランドChannel』には
「嫁ランド」名義で出演している。かつてはスペースクラフト・エージェンシーに所属していた。

## 略歴
- 1987年、芸能界デビュー。
- 1993年、NHK教育『天才てれびくん』にて、てれび戦士として3年間レギュラー出演。
- 1997年、日本テレビ『伊東家の食卓』にて、次女役で10年間レギュラー出演。
- 2006年、NHK教育『天才てれびくんMAX』にて、『ハッピー木曜!』のMCとして1年間レギュラー出演。
- 2014年1月30日、お笑いコンビライセンスの藤原一裕と結婚[3]。
- 2017年5月18日、第1子となる女児を出産[4]。
- 2021年4月20日、30年以上所属したスペースクラフト・エージェンシーの退社を発表[5]。
- 2021年12月9日、自身のYouTubeチャンネルである『嫁ランドChannel』を開設。
- 2023年4月19日、第2子女児の出産を報告した[6]。

## 出演

### バラエティ
- 天才てれびくん（1993年4月 - 1996年3月、NHK教育） - てれび戦士
- 天才てれびくんMAX（2006年4月 - 2007年3月、NHK教育） - ハッピー木曜!MC
- 平成ガキッチョ倶楽部（テレビ朝日）
- 伊東家の食卓（1997年10月 - 2007年3月・2009年3月、日本テレビ） - 次女 役

### テレビドラマ
- 特急田中3号 第1話（2007年4月13日、TBS） - しおり 役
- ハンチョウ〜神南署安積班〜 第3シリーズ 第9話（2010年8月30日、TBS） - 三咲奈穂美 役

### ラジオ
- BAY LINE 7300（2007年10月 - 2008年9月、bayfm）
- MUSIC GENERATION FROM K・WEST（2008年10月 - 2010年9月、bayfm） - 月・火曜日担当
- K・WEST ENTAME GENERATION（2010年10月 - 2014年3月、bayfm） - 月・火曜日担当

### CM
- ナガノトマト トマトケチャップ
- エーワン精密 レッツゴークラブ
- カルビー カルビーポテトチップス
- タカラ エンゼルベビー5つごちゃん
- バンダイ
  - 美少女戦士セーラームーン
  - ミシンなお年ごろ&ソーイングボックス
- 小学館 ちゃお
- 蛇の目ミシン工業
- サンリオピューロランド
- 東邦ガス ファンヒーター - ポスター
- コーセー、コスメポート スーパーメイク落としシート ホワイト（2007年）
- ソニー、ハンディカム
- ポケットバンク (現・SMBCモビット)
- 大塚製薬 ウレパールプラス
- 日本ケンタッキー・フライド・チキン
- 協和醱酵工業 たまごスープ

### 舞台
- 東京等身大II〜生きづらい女たち〜（2007年8月28日 - 30日、原宿アストロホール）
- Trifle〜reorder〜（2010年1月27日 - 31日、全労済ホールスペース・ゼロ）

## 書籍

### 写真集
- ガラスの動物園 少女のアルバム写真集（1996年、英知出版）ISBN 978-4754211486

### 雑誌連載
- 五年の科学（学研教育出版）